# Служба за гражданство и имиграция на САЩ
Службата за американско гражданство и имиграция на САЩ (на английски: U.S. Citizenship and Immigration Services, съкратено USCIS) е част от Министерството за вътрешна сигурност на САЩ.
Изпълнява функциите, по-рано изпълнявани от Службата за имиграция и натурализация на САЩ (United States Immigration and Naturalization Service, INS) от Министерството на правосъдието на САЩ.
USCIS е създадена на 1 март 2003 година от бившите отдел „Имиграциони служби“ (ISD) Отдела за имиграция и натурализация (INS), определен като неефективен, особено след скандалите около атентатите на 11 септември. Едуардо Агуере е назначен като първия директор на Службата за имиграция и американско гражданство на САЩ от президента Джордж Уокър Буш.
На новата агенция е поставена задачата да разглежда молбите за визи, за натурализация, молбите за статут на азиланти и бежанци, както и взимане на адекватни решения в центровете на службата и ръководенето на всички решителни имиграциони функции. Други задължения:
- администриране на имиграционите служби и техните действия
- вземане на решения по молбите за азилантски статут
- обработка и аутризиране на документите за трудова заетост на чужденци
- отпускане на постоянен статус за пребиваване (даване на зелени карти)
- даване на гражданство.

В новия отдел има 15 000 федерални работници, които работят в 250 офиса в САЩ и по целия свят.
От 3 януари 2006 година директор е д-р Емилио Гонзалес.